# Station Ambazac
Station Ambazac is een spoorweghalte in de Franse gemeente Ambazac.